# Jekatierina Byczkowa
Jekatierina Andriejewna Byczkowa, ros. Екатерина Андреевна Бычкова (ur. 5 czerwca 1985 w Moskwie) – rosyjska tenisistka.
Praworęczna zawodniczka z oburęcznym bekhendem, posiadająca status zawodowej tenisistki od 2000 roku.
W rozgrywkach cyklu WTA nie odniosła jeszcze znaczących sukcesów (najwyższe miejsce w rankingu WTA – 66, w lutym 2006 r.). Na swoim koncie posiada dziesięć wygranych turniejów singlowych i pięć deblowych cyklu ITF.

## Wygrane turnieje rangi ITF
| turnieje z pulą nagród 100 000 $ |
| turnieje z pulą nagród 75 000 $  |
| turnieje z pulą nagród 50 000 $  |
| turnieje z pulą nagród 25 000 $  |
| turnieje z pulą nagród 15 000 $  |
| turnieje z pulą nagród 10 000 $  |

### Gra pojedyncza
|     | Data       | Turniej        | Kat. | ($)    | Naw.     | Finalistka              | Wynik     |
| 1.  | 14/12/2003 | Kair           | ITF  | 10 000 | ziemna   | Gabriela Velasco-Andreu | 6:1, 6:4  |
| 2.  | 04/07/2004 | Krasnoarmiejsk | ITF  | 10 000 | twarda   | Olga Panowa             | 6:2, 6:3  |
| 3.  | 29/08/2004 | Moskwa         | ITF  | 25 000 | ziemna   | Marija Kondratjewa      | 6:2, 6:1  |
| 4.  | 27/03/2005 | Petersburg     | ITF  | 25 000 | twarda   | Emma Laine              | 6:1, 6:2  |
| 5.  | 18/12/2005 | Bergamo        | ITF  | 50 000 | dywanowa | Mervana Jugić-Salkić    | 6:3, 6:0  |
| 6.  | 18/06/2006 | Marsylia       | ITF  | 50 000 | ziemna   | Séverine Brémond        | 6:1, 6:2  |
| 7.  | 19/07/2009 | Contrexeville  | ITF  | 50 000 | ziemna   | Kathrin Wörle           | 6:4, 6:4  |
| 8.  | 08/08/2010 | Moskwa         | ITF  | 25 000 | ziemna   | Darja Kustawa           | 6:2, 7:5  |
| 9.  | 14/04/2013 | Edgbaston      | ITF  | 25 000 | twarda   | Angelica Moratelli      | 6:4, 6:3  |
| 10. | 23/02/2014 | Nottingham     | ITF  | 25 000 | twarda   | Pauline Parmentier      | 3:0 krecz |